# Калпі Куаттара
Калпі Вілфрід Куаттара (фр. Kalpi Wilfried Ouattara, нар. 29 грудня 1998, Абіджан, Кот-д'Івуар) — івуарійський футболіст, фланговий захисник шведського клубу «Естерсунд» та національної збірної Кот-д'Івуар.

## Ігрова кар'єра

### Клубна
Калпі Куаттара починав займатися футболом у клубі «АСЕК Мімозас» з Абіджану. У 2019 році футболіста помітили і вже в серпні Куаттара зіграв свій перший матч у чемпіонаті Швеції, де на правах оренди приєднався до клубу Аллсвенскан «Естерсунд». По завершенні сезону 31 грудня 2019 року шведський клуб викупив контракт івуаріського захисника. Дія контракту футболіста з клубом розрахована до грудня 2022 року.

### Збірна
У листопаді 2020 року у матчі кваліфікації до Кубка африканських націй 2021 проти команди Мадагаскару Калпі Куаттара дебютував у складі національної збірної Кот-д'Івуару.